# Victoria Hudson
Victoria Hudson, född 28 maj 1996, är en österrikisk friidrottare som tävlar i spjutkastning.

## Karriär
Vid världsmästerskapen i friidrott 2023 placerade hon sig på en femte plats i spjutkastning. 2023 tog hon brons vid europeiska spelen 2023. Hon är femfaldig nationell mästare. Vid europamästerskapen i friidrott 2024 tog hon guld i spjutkastning.